# 1504 en arts plastiques
| Années des arts plastiques : 1501 - 1502 - 1503 - 1504 - 1505 - 1506 - 1507    |
| Décennies des arts plastiques : 1470 - 1480 - 1490 - 1500 - 1510 - 1520 - 1530 |

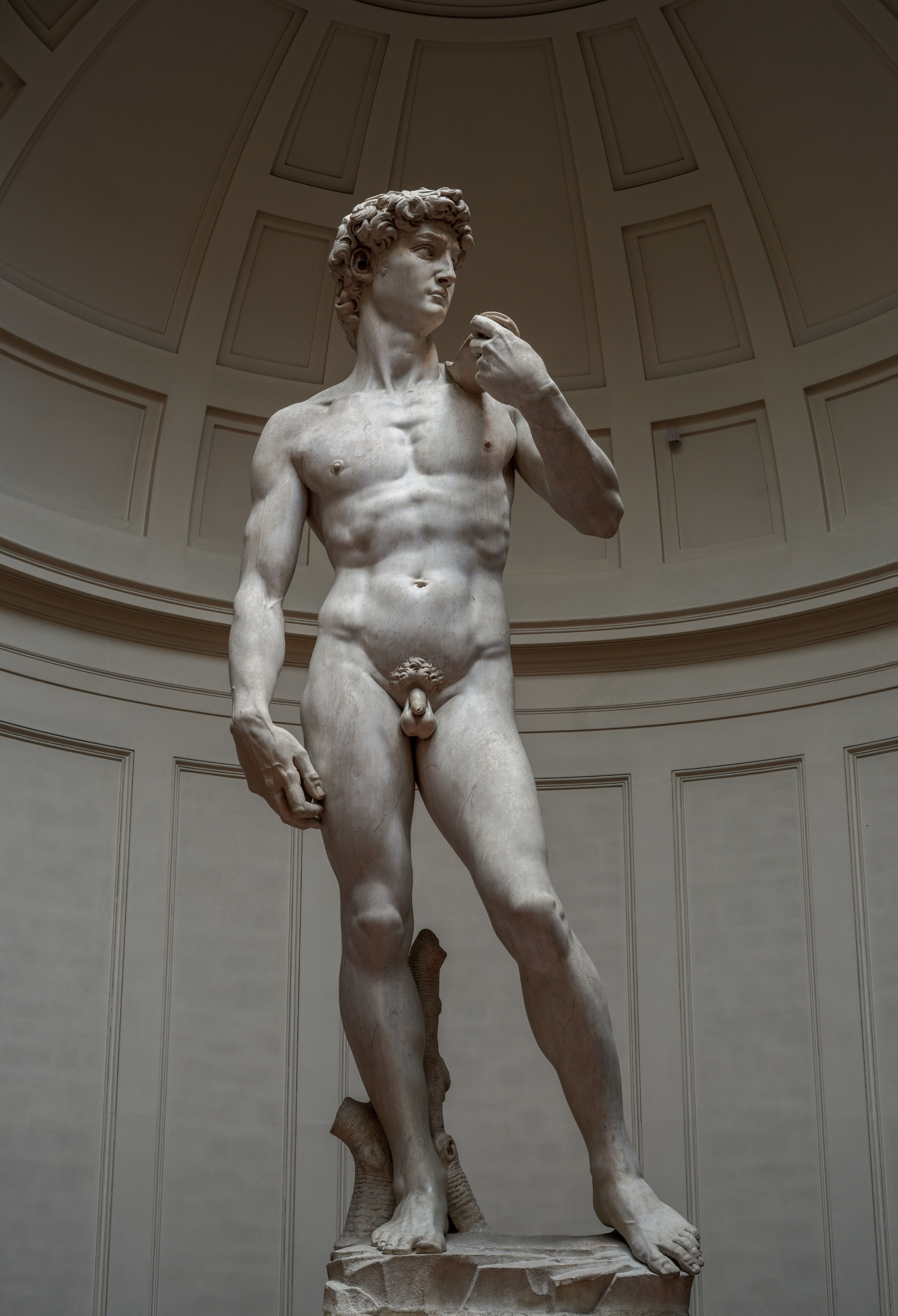

Cette page concerne l'année 1504 en arts plastiques.

## Œuvres
- Adam et Eve, gravure sur cuivre d'Albrecht Dürer,
- 1503-1504 : Le Jardin des délices, huile sur bois de Jérôme Bosch

## Événements
- 8 septembre : David, statue de Michel-Ange, est érigée à Florence.
- Septembre : Philippe le Beau commande un grand Jugement dernier à Jérôme Bosch.

## Naissances
- 29 octobre : Sin Saimdang, poétesse, peintre et calligraphe coréenne de la dynastie Joseon († 17 mai 1551),
- ? :
  - Antonio Gagini, sculpteur italien († 1537),
  - Giovannello da Itala, peintre italien († 1531),
  - Le Primatice (Francesco Primaticcio), peintre, architecte et sculpteur italien († 1570),
- Vers 1504 :
- Benedetto Pagni, peintre maniériste italien de l'école de Mantoue († 1578).

## Décès
- avril : Filippino Lippi, peintre italien, fils de Fra Filippo Lippi (° vers 1457),
- vers 1504 :
  - Pedro Berruguete, peintre espagnol de Valladolid (° vers 1450),
  - Hermen Rode, peintre allemand  (° vers 1430).